# Ana Takagui
Ana Tiemi Takagui (Nova Mutum, 26 ottobre 1987) è una pallavolista brasiliana, palleggiatrice del Mondovì.

## Carriera

### Club
Ana Takagui inizia a giocare a pallavolo nella sua città natale, Nova Mutum. A dodici anni si trasferisce a Cuiabá, dove resta due anni, prima di entrare a far parte a quattordici anni del settore giovanile del Minas che la fa esordire appena quindicenne in Superliga nella stagione 2002-03, prima di cederla al Sesi MG nella stagione seguente.
Nel campionato 2004-05 ritorna a Minas per un triennio, mentre nel campionato 2007-08 approda al Finasa, dove milita per due annate, vincendo la Coppa del Brasile 2008, due edizioni del Campionato Paulista, una Coppa San Paolo e la Salonpas Cup 2008. Dopo la chiusura del suo club, nella stagione 2009-10 emigra al neonato Osasco, dove gioca per un biennio vincendo uno scudetto, due edizioni del campionato sudamericano e un'altra Coppa San Paolo. Nella stagione 2011-12 si accasa al GRER, vincendo il titolo statale.
Nel campionato 2012-13 lascia per la prima volta il Brasile, approdando nella Voleybol 1. Ligi turca col Bursa BB, dove milita per due annate, prima di trasferirsi in Romania al CSM Bucarest nel campionato 2014-15, partecipando alla Divizia A1. Ritorna in patria per disputare il campionato 2015-16 col Bauru, ma già nel campionato seguente torna a giocare all'estero, questa volta firmando per il Nantes, nella Ligue A francese, dove resta per due annate.
Nella stagione 2018-19 viene ingaggiata dal Vasas di Budapest, nella Nemzeti Bajnokság I ungherese, dove resta per un biennio, prima di approdare nel campionato 2020-21 nella 1. Bundesliga tedesca, accasandosi al Potsdam. Nella stagione successiva ritorna nel massimo campionato ungherese ingaggiata dal Nyíregyháza per trasferirsi tuttavia a gennaio 2022 al RC Cannes, terminando la stagione in Ligue A.
Nella stagione 2022-23 approda per la prima volta in Italia vestendo la maglia del Mondovì, in Serie A2.

### Nazionale
Fa parte delle selezioni giovanili brasiliane, vincendo la medaglia d'oro al campionato sudamericano under 18 2002 e quella di bronzo al campionato mondiale under 18 2003, seguite da un altro oro al campionato mondiale under 20 2005.
Nel 2005 fa il suo esordio in nazionale maggiore, con la quale nel 2008 vince la medaglia d'argento alla Coppa panamericana, torneo nel quale trionfa nell'edizione successiva, vincendo, sempre nel 2009, l'oro al World Grand Prix, alla Final Four Cup, dove viene premiata come miglior palleggiatrice, e al campionato sudamericano, mentre si aggiudica la medaglia d'argento alla Grand Champions Cup.
In seguito vince la medaglia d'argento alla Coppa panamericana 2012 e ai XVII Giochi panamericani di Toronto.

## Palmarès

### Club
- Campionato brasiliano: 1

2009-10
- Coppa del Brasile: 1

2008
- Campionato Paulista: 3

2007, 2008, 2011
- Coppa San Paolo: 2

2008, 2010
- Campionato sudamericano per club: 2

2009, 2010
- Salonpas Cup: 1

2008

### Nazionale (competizioni minori)
- Campionato sudamericano under 18 2002
- Campionato mondiale under 18 2003
- Campionato mondiale under 20 2005
- Coppa panamericana 2008
- Montreux Volley Masters 2009
- Coppa panamericana 2009
- Final Four Cup 2009
- Coppa panamericana 2012
- Giochi panamericani 2015

### Premi individuali
- 2009 - Final Four Cup: Miglior palleggiatrice